# Aerotren

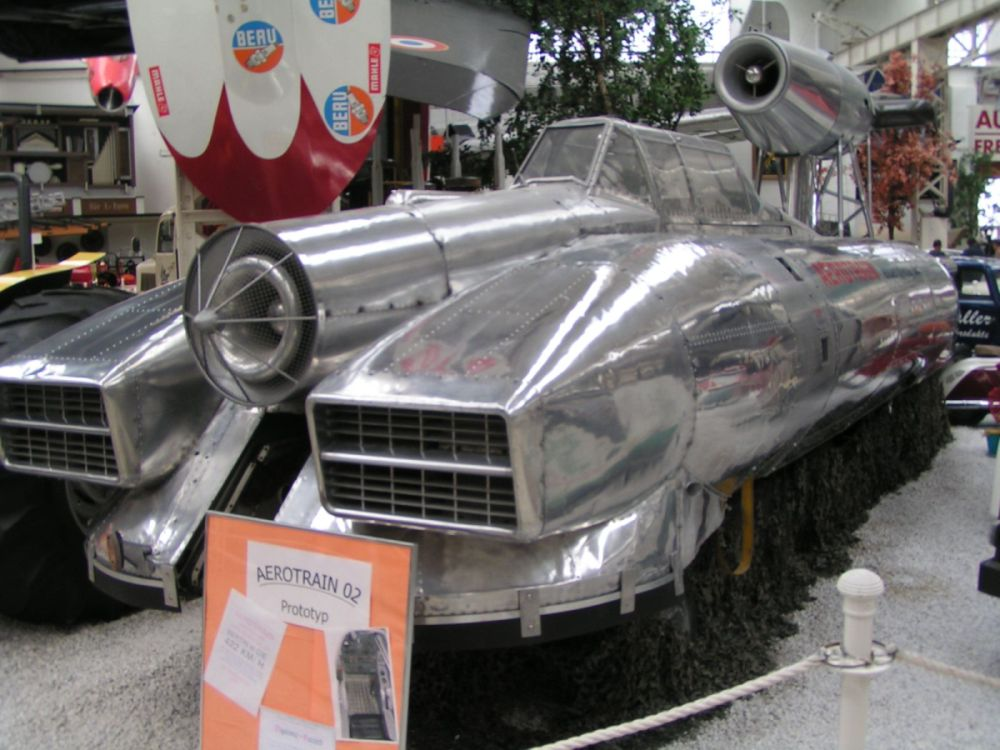
Aerotren

Aerotrenul este un vehicul care alunecă pe o pernă de aer pe o șină specială în formă de „T” răsturnat. Este propulsat de o turbină, un turboreactor sau un motor electriclinear, fără a avea contact cu șina. Principiul său de funcționare imprumută tehnica monorailului. Este o invenție franceză datorată lui Jean Bertin, care însă nu a fost utilizată la scară largă.
În Franța, acest proiect a beneficiat de sprijinul autorităților, mai ales de Consiliul internațional de amenajare a teritoriului (CIAT) care îl reținuse în anul 1967 în perspectiva de a asigura transportul de călători pe distanțe de la 100 la 500 Km (caracteristici care îl fac precursorul TGV-ului). Totuși proiectul a fost abandonat, în cele din urmă în favoarea TGV-ului.

## Galerie

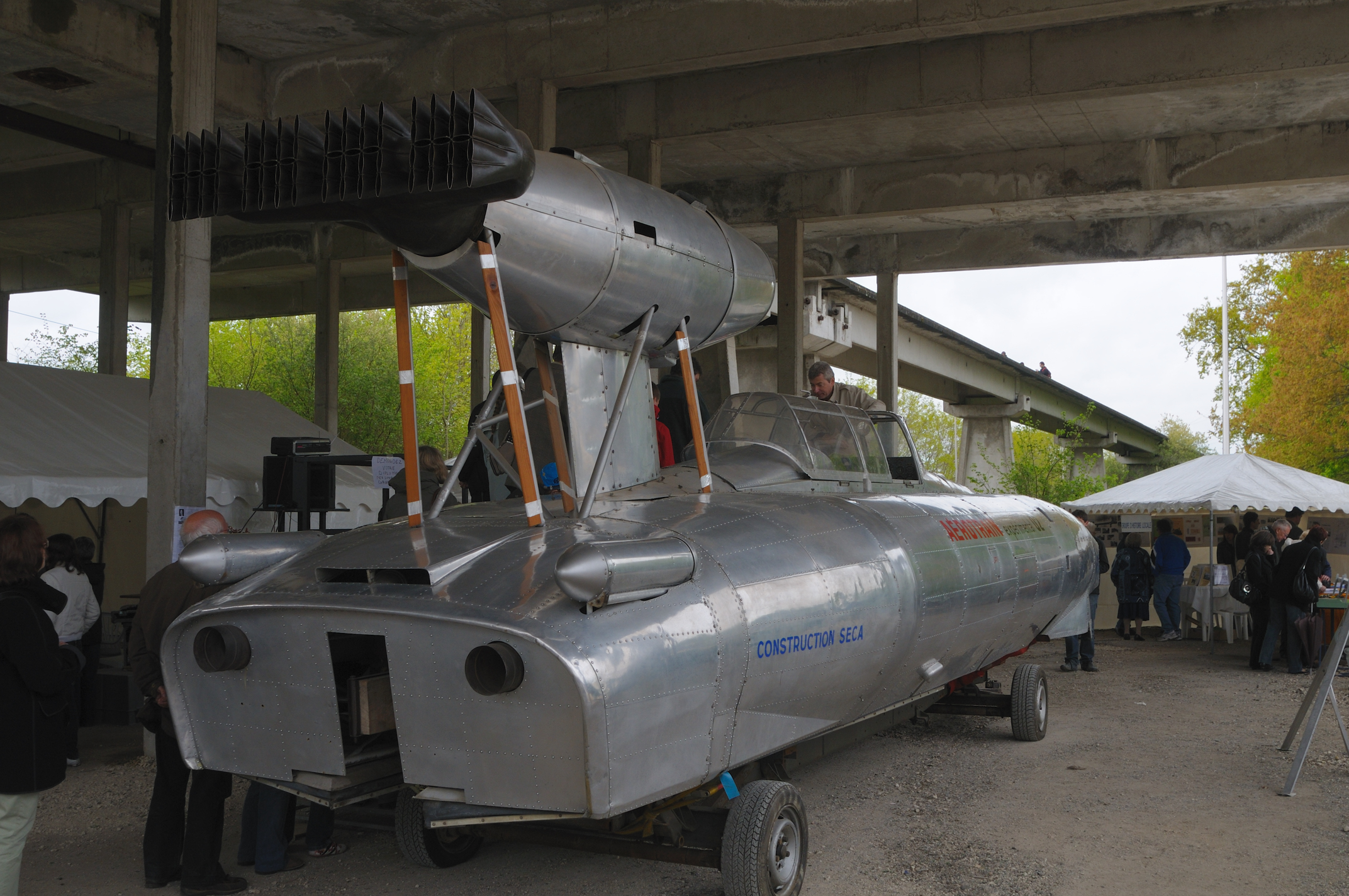
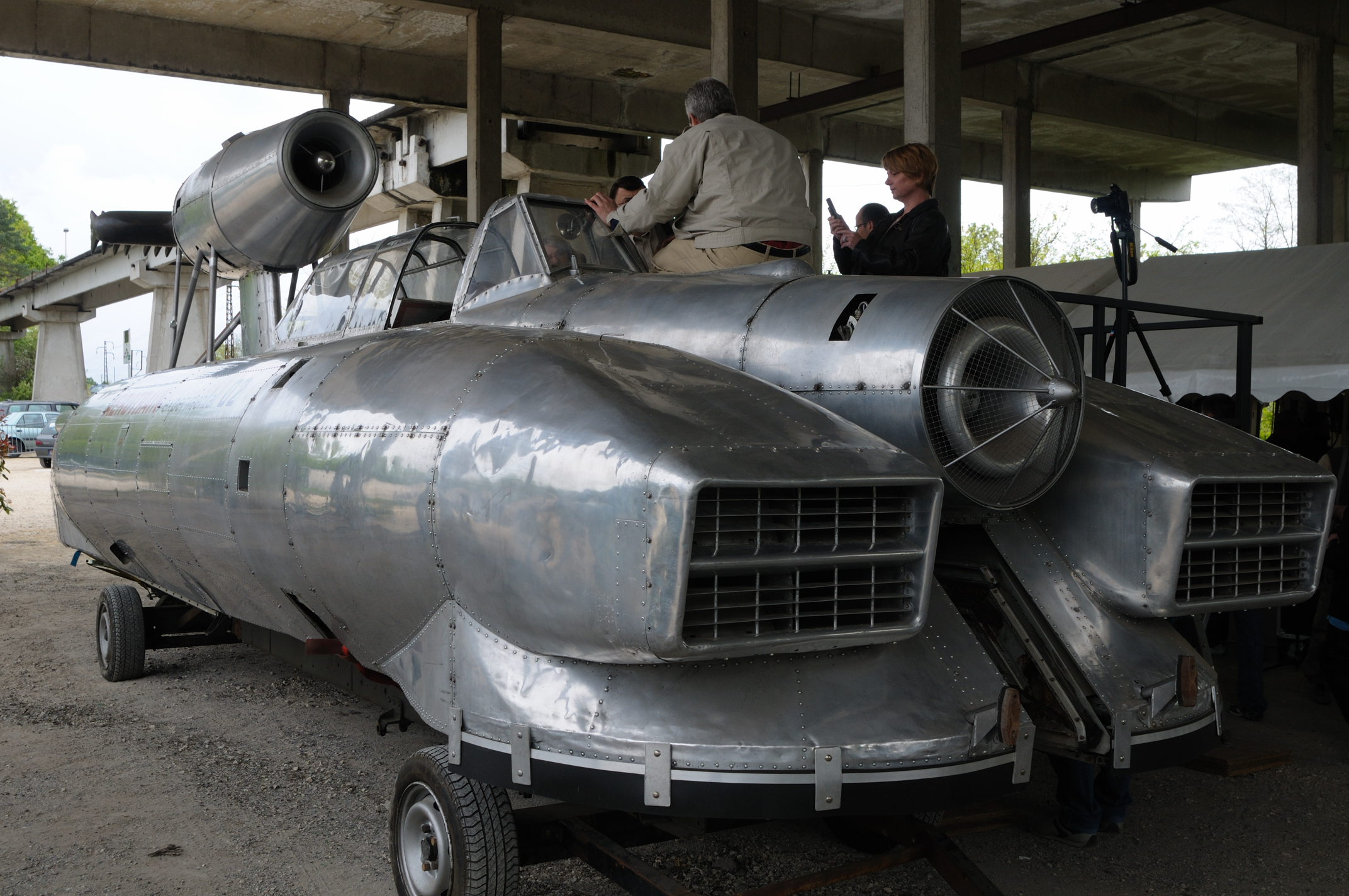
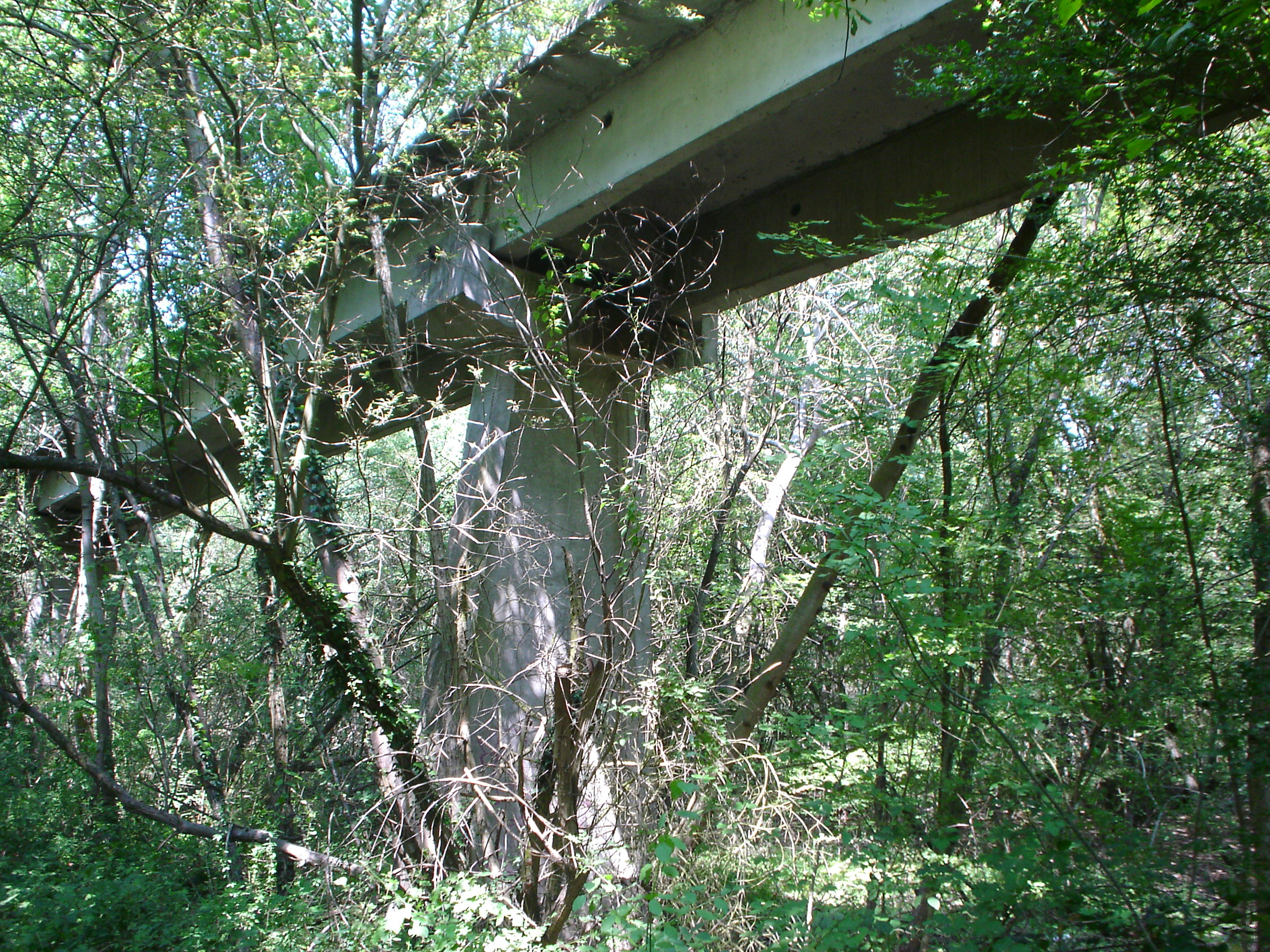
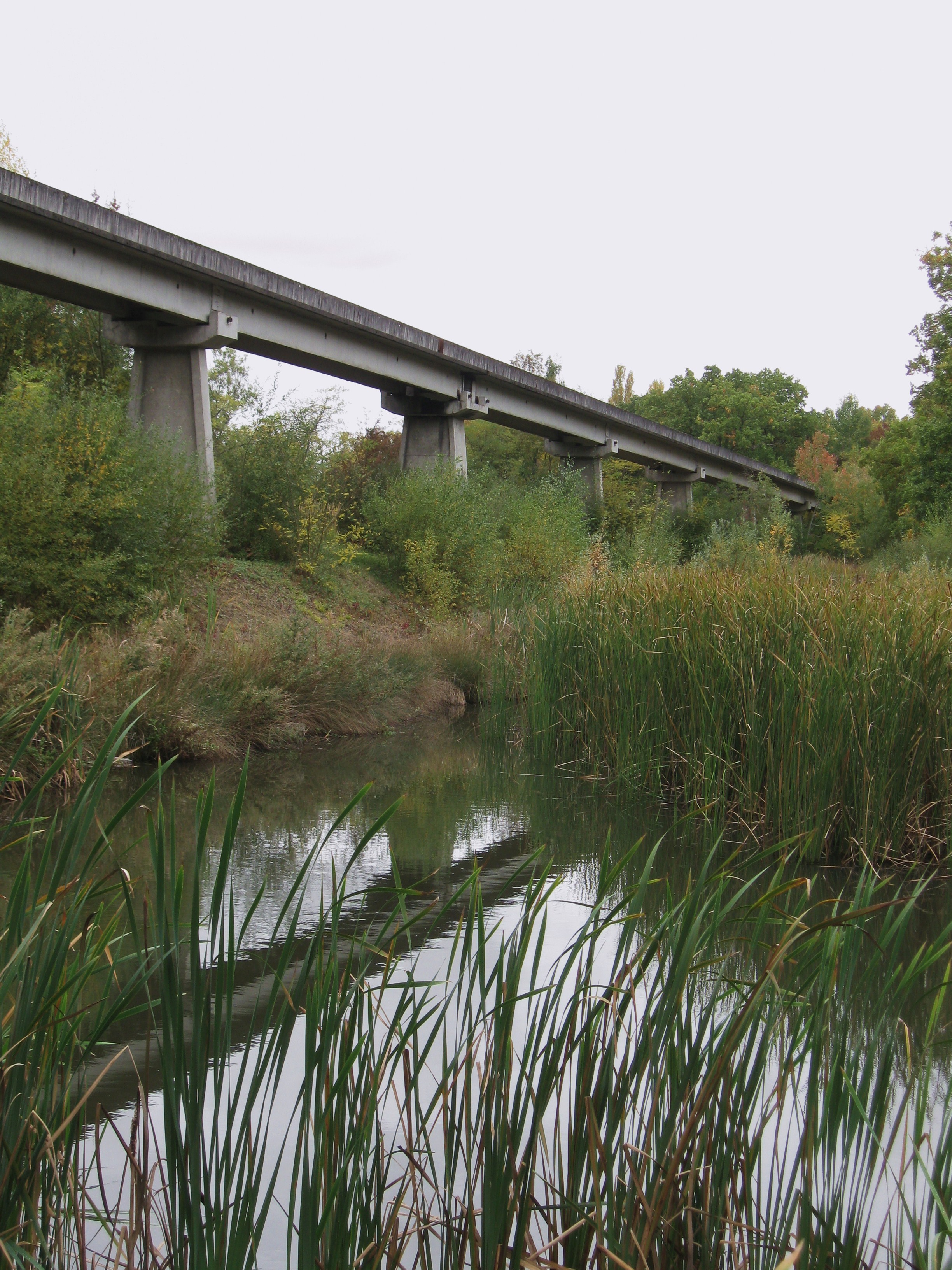
Calea de rulare pentru aerotrenul Saran
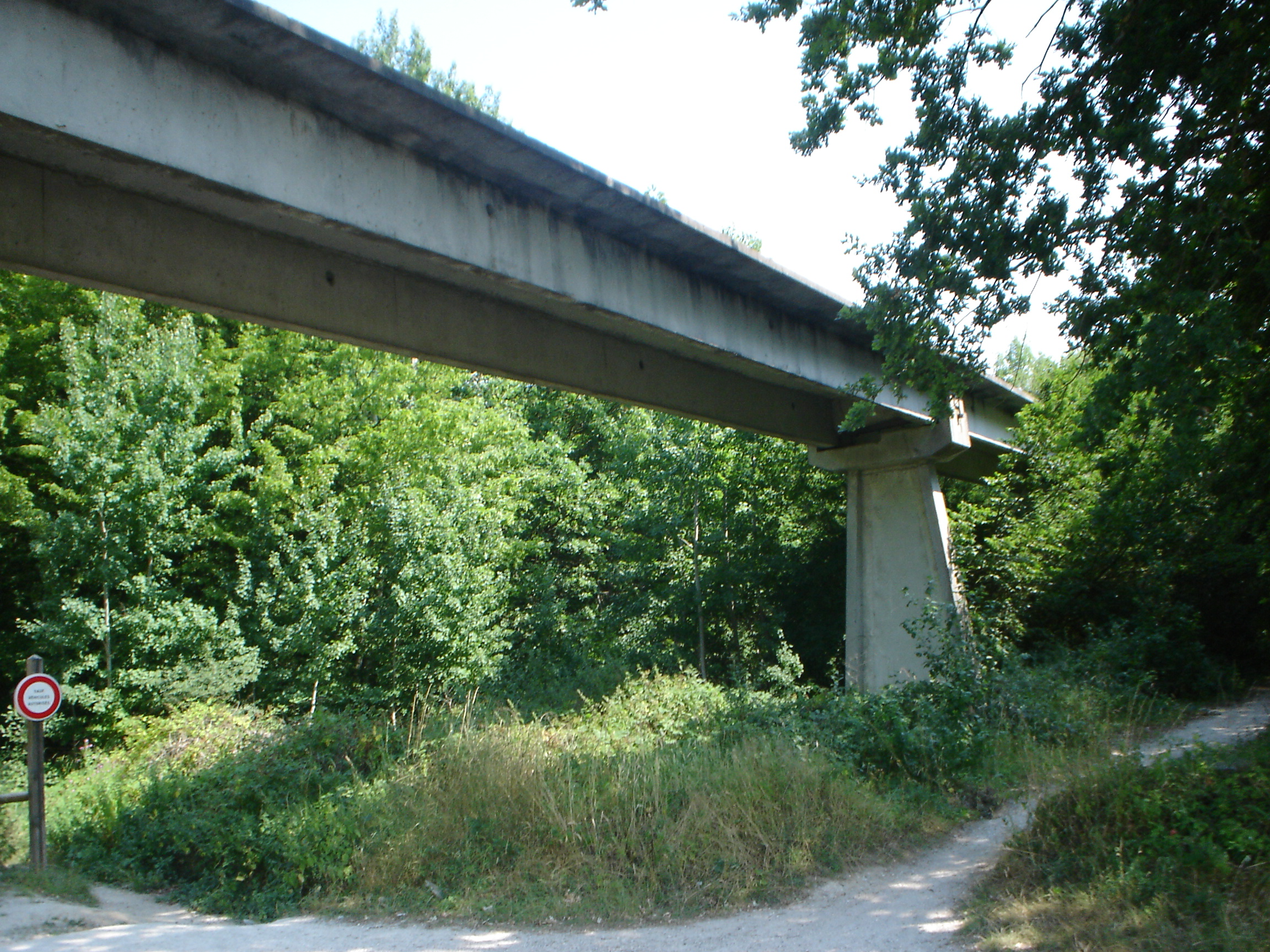